# SEG Plaza
SEG Plaza (en chino: 赛格广场) es un rascacielos de 70 plantas y 292 metros (957 pies) de altura situado en Shenzhen, China. Fue completado en el año 2000. Se encuentra en la intersección de la calle Shennan y el Mercado Electrónico de Huaqiangbei. Posee 356 metros de altura a nivel de la antena. Es el 21.er edificio más alto de China y el 72.º más alto del mundo. La plataforma de observación se encuentra en el piso 69, y solía ofrecer vistas a Shenzhen y al norte de Hong Kong, sin embargo, fue transformado en un espacio de oficinas. Es la sede del Shenzhen Electronics Group (SEG), de quien toma su nombre. Puede llegarse a él a través de la estación de Huaqiang Norte y la estación del Camino de Huaqiang del Metro de Shenzhen. El 18 de mayo de 2021, el edificio comenzó a oscilar por razones que todavía no han sido determinadas, provocando la evacuación del edificio.

## Pisos
La altura de azotea del edificio se encuentra a 292 metros (957 pies). Hay un total de 71 pisos sobre el suelo (72 contando el helipuerto) y 4 pisos subterráneos. El espacio total del piso es de 170.000 metros cuadrados. Los cuatro pisos subterráneos son plazas de estacionamiento.

### SEG Electronics Market y el edificio principal
Los pisos del primero al décimo constituyen el SEG Electronics Market, un gran mercado de componentes electrónicos y productos finalizados de importancia internacional. Los nombres SEG Electronics Market y SEG Market se suelen usar metonímicamente para las áreas aledañas, incluyendo otros mercados electrónicos en edificios cercanos.
El piso 11 es el piso de refugio. El entrepiso y el piso 12 son restaurantes europeos y proveedores de alimentos para la administración. Los pisos 30-69 albergan oficinas (de éstos, los pisos 19, 34, 49 y 63 son almacenes de equipamiento de emergencia y refugios); los pisos 70 y 71 son plataformas de observación, y el piso 72 es un helipuerto.
Los elevadores del SEG Plaza han sido fabricados por OTIS, y pueden viajar a 7m/s.